# Интернат (ТВ серија)
Интернат (шп. El Internado) шпанска је телевизијска серија снимана од 2007. до 2010.
У Србији је током 2012.  емитована на телевизији Б92 где је прекинута, а током 2013. серија је емитована по други пут где су емитоване све сезоне.

## Синопсис
Почиње нова школска година у интернату Црна Лагуна, престижној образовној институцији смештеној усред шуме. У овом центру студирају деца најугледнијих и најутицајнијих породица. Студенти, професори и сви запослени пуни су ентузијазма и спремни за почетак године, у којој интернат добија два нова ученика: Маркоса и Паулу, који морају да почну нови живот након што су им родитељи нестали (сумња се да су мртви). Исто тако, долази нова чистачица – Марија, девојка мрачне прошлости, која је побегла из психијатријске клинике и која у интернат није дошла случајно. Са друге стране, неки ученици ће мало-помало откривати мистерију нестанка једног професора и страшну тајну коју крије Црно језеро. Они неће бити свесни чињенице да се излажу опасности, јер су им две организације за петама – једна која тражи изгубљену слику и друга која тргује дечјим органима.
Овако почиње прича о друштвеним везама међу професорима и ученицима. Временом разоткрива се да су њихове везе врло интригантне. Нестанак једног професора био је узрок да група ученика почне истраживање о мистерији интерната. У Алфонсовој соби открили су тајни пролаз кроз ормар који је водио ка тавану - месту на коме су сазнали да је интернат у прошлости био сиротиште затворено по нестанку пет дечака. Пронашавши блок који је припадао једном од дечака откривају цртеже који приказују тајне пролазе у подземље. Ти пролази откривају разне мрачне тајне интерната.
Карол, Маркос, Вики, Иван, Роке и Кајетано удружују снаге како би разрешили тај случај не знајући у шта се уплићу. Међутим, када се Кајетано појави мртав у шуми схватили су да је мистерија интерната озбиљнија него што су мислили. Открили су да су иза свега стајале две моћне организације од којих је једна трговала органима деце која су живела у старом сиротишту и друга која је трагала за скривеним благом.
Сазнаје се да је и већина професора и запослених у интернату уплетено у мистерију.

## Ликови

#### Маркос Новоа Пасос
Харизматичан паметан младић који је живео мирним и прилагођеним животом заједно са својим родитељима и сестром, Паулом. Међутим, нестанак његових родитеља је све променио. Ектор, директор, ће одсад бити њихов легални старатељ а Лагуна Негра, њихов нови и једини дом.
Сирочићи неће морати само да се суоче са губитком родитеља, већ и са новим животом у непознатом месту и окружени незнанцима. Са својих 16 година, лик који глуми Мартин Ривас мора одједном да одрасте и претвори се у оца и заштитника своје млађе сестре, око које се гради један свет магије и фантазије да је удаљи од окрутне реалности.

#### Каролина Леал Солис
Карол је одана и љубазна, има велики осећај солидарности међу пријатељима. Волела је да разговара са Вики, њеном пријатељицом и саучесницом. Вики и Иван су проводили слободно време у Интернату заједно са њом, али, тајна Лагуна Негре обузима њену потпуну пажњу.
Карол је увек била највише радознала од свих и то је на крају коштало живота. Када чује један разговор између Ноирета и издајника, Карол одлази на место на коме се састају. Таман да сазна ко је од њених пријатеља издајица, неко је удара у главу и она пада у несвест. Карол умире на Маркосовим рукама а не стиже да каже да jy је Роке убио.

#### Иван Ноирет Леон
Иван је богат бунтовник и непослушан. Ипак, положај лика којег тумачи Јон Гонзалез и његово богатство крију последице недостатка љубави.
Његов отац је Ноирет, продуцент филмова, који је стално заузет, и када понекад дође, замењује сву љубав поклонима и хировима. Иако мало касније, Иван открива да је он један од лидера Оттокс-а, медицине која стоји иза свих експеримената у интернату.
Током времена видећемо да Иван није заиста тако бунтован као што изгледа. Када Карол раскине са њим, почиње да се интересује за Хулију, која је нова у том тренутку и са њом започиње везу. Иако се по цео дан свађају, обоје знају да се воле. Иван је показао хуманост у доста прилика, на пример, помогао је Маркосу и заволео га као брата. Бори се до самог краја са својим пријатељима како би изашао из Интерната.

#### Хулија Медина
Хулија је веома посебна девојка која у неким ситуацијама виђа духове који имају нешто важно да јој кажу.
Лик који тумачи Бланка Суарес зна врло добро разлоге због којих је мајка послала у Лагуна Негру и, спремна је да промени своје уображено и хировито понашање. Мало по мало, задобија наклоност својих пријатеља. Поред тога, њена веза са Иваном је учинила да буде прихваћена од свих, иако је од почетка њена велика подршка био Роке.

#### Викторија Мартинес
Она је вредна девојка која је својим трудом стекла стипендију да се школује у Лагуна Негри.
Вики је понос своје породице, и са својим добрим понашањем очекује да ће моћи да створи бољу будућност за све њих. Иако Вики не подноси снобизам и високи сталеж, код Карол, своје пријатељице и цимерке, пронашла је много врлина које су их зближиле. Ипак, Вики се често осећа као сиромашна девојчица у свету богатих.

#### Роке Санчес Навас
Један од главних ликова тумачен од стране Даниела Ретуерте (шп. Daniel Retuerte) увек је на прво место стављао пријатељство, док несрећни догађај, смрт његовог најбољег друга, не наведе остатак његових другара и њега на истрагу, па их самим тим доводи у опасну ситуацију. Роке је врло плашљива И повучена особа, страх који се код њега јавља омогућио је да га остатак екипе види као издајицу, која се због личне сигурности продала особи која врши терор над ученицима. Увек је био потајно заљубљен у Хулију, али јој то због своје повучености и кукавичлука никад није признао.

#### Паула Новоа Пасос
Она је нереална и сањалица. Убеђена да ће њени родитељи доћи ускоро да траже њу и њеног брата. Живи у свету фантазије. Паула има само 6 година и нестанак њених родитеља, за које пита непрестано, је много тежак за њу. Морала је да оде да живи у Лагуни Негри заједно са својим братом, Маркосом. То је превише промена за њу. Не зна да се њени родитељи неће вратити а Маркос, покушавајући да је заштити, прича јој приче које оправдавају изговоре које измишља да оправда одсуство њихових родитеља.
Њена бежања у шуму је често доводе у опасност. Паула стиче пријатељство са Евелин, њеном другарицом из собе и другарицом са којом прави разне несташлуке.Паула је натпросечно паметна као и њена мајка.

#### Ектор де ла Вега / Самуел Еспи
Највреднија и најпоштенија особа у Интернату. Труди се да разуме и да помогне свима, да одржи интернат на ногама како би деца без бриге и родитељског старања имала где да живе. Борац и велики радник. Дуго је био заљубљен у Елсу, али се то њеном себичношћу претворило у навику. Легални је старатељ Маркоса и Паоле, и његова веза са њима се базира на његовој правој прошлости. Његово право име је Самуел Еспи, брат Ирене Еспи, што Маркос и Паола сазнају тек касније. Име је морао да промени да би сачувао живот и побегао из Интерната. Као Маркосов и Паолин ујак труди се да уради све што је у његовој моћи да их заштити.

#### Елса Фернандес
У почетку ради као професор, али долази до места директора Интерната где јој је једини циљ да по сваку цену заштити интересе посла и саме себе, не стидећи се да заташка и сакрије све оно што се испречи на том путу. Бескрупулозна и врло амбициозна, била је у љубавној вези са Ноиретом и Ектором, носила близанце које је током трудноће изгубила. Након Екторовог нестанка, постаје легални тутор Маркоса и Паоле.

#### Хасинта Гарсија
Хасинта ради на одржавању Интерната од његовог настанка. У прошлости је имала проблема, била саучесник убиства, па јој је Ектор помогао и склонио је са улице, пружио јој живот. Ектора воли и поштује као рођеног сина. Скромна је и врло радна, помаже деци Интерната у свакој прилици. Јако је болесна, али успева да се уз помоћ драгих људи избори са том болешћу.

#### Марија Алмагро
Провела је живот у патњи. Након што се породила, и када су јој убили мужа, била је затворена у психијатарској установи од стране Ноирета, који је њено дете, Ивана, узео као своје. Ради као чистачица, врло је пожртвована и посвећена, за Ивана је спремна да уради све. Заљубљена је у Фермина, са којим је у вези и који јој помаже да поврати Ивана. Врло поштена и скромна, али када се ради о њеном детету, спремна је да све погази. Иван не зна да му је она биолошка мајка.

#### Амелија Угарте
Амелија је професорка која веома дуго ради у Интернату. Воли децу, бави се њима и врло је пожртвована када су они у питању. На ово место је дошла са намером да помогне брату, међутим у томе није успела, јер је њен брат извршио самоубиство. Била је у вези са Маркосом, у кога је била дуго заљубљена.
Нико није знао за њену тамну страну, а то је сарадња са Ноиретом и Kамилом, који су је уцењивали зарад сигурности њеног брата који је био заражен вирусом као и ученици.

## Улоге
| Глумац:                   | Улога:           |
| ------------------------- | ---------------- |
| Мартин Ривас (шп. Martin Rivas)       | Маркос Новоа     |
| Бланка Суарес (шп. Blanca Suarez)      | Хулија           |
| Елена Фуријасе (шп. Elena Furiase)     | Вики             |
| Јон Гонсалес (шп. Yon González)       | Иван             |
| Ана де Армас (шп. Ana de Armas)       | Каролина         |
| Марта Асас (шп. Marta Hazas)         | Амелија          |
| Данијел Ретуерта (шп. Daniel Retuerta)   | Роке             |
| Ампаро Баро (шп. Amparo Baró)        | Хасинта          |
| Наталија Миљан (шп. Natalia Milán)     | Елса             |
| Луис Мерло (шп. Luis Merlo)         | Ектор де ла Вега |
| Ирене Монтала (шп. Irene Montala)      | Ребека           |
| Раул Фернандес (шп. Raul Fernández)     | Фермин           |
| Исмаел Мартинес (шп. Ismael Martinez)    | Мартин           |
| Карлос Леал (шп. Carlos Leal)        | Нојрет           |
| Марта Торне (шп. Marta Torné)        | Марија           |
| Хавијер Риос (шп. Javier Rios)       | Уго              |
| Карлота Гарсија (шп. Carlota Garcia)    | Паула            |
| Хосе Анхел Триго (шп. José Ángel Trigo)   | Рубен            |
| Наталија Лопес (шп. Natalia López)     | Клара            |
| Хавијер Сидонћа (шп. Javier Sidoncha)    | Лукас            |
| Педро Сивера (шп. Pedro Sivera)       | Камило           |
| Едуардо Мајо (шп. Eduardo Mayo)       | Куро             |
| Ињаки Фонт (шп. Iñaki Font)         | Николас Гаридо   |
| Едуардо Веласко (шп. Eduardo Velasco)    | Педро            |
| Алехандро Бото (шп. Alejandro Botto)     | Матео            |
| Денис Пења (шп. Denisse Peña)         | Евелин           |
| Мариона Рибас (шп. Mariona Ribas)      | Нора             |
| Хонас Берами (шп. Jonás Berami)       | Начо             |
| Адам Кинтеро (шп. Adam Kintero)       | Фернандо         |
| Алехандро Касасека (шп. Alejandro Casaseka) | Тони             |
| Лола Балдрич (шп. Lola Baldrich)       | Лусија           |

## Пројекат Близанци

##### Нацистичка Немачка
Пројекат „Близанци“ (шп. El Proyecto Géminis) представља скуп окрутних експеримената над људима које је у нацистичкој Немачкој почела да реализује Јаиза Грау , шефица Медицинске Дивизије у Шуцштафелу за време Трећег рајха и хирург у концентрационом логору Белзец (месту где су се реализовали поменути експерименти). Ритер Вулф створио је смртни вирус коме би могли да се одупру само они са довољно јаким имуним системом. Овај вирус преносио се само путем крви, али Вулф је желео да постигне да се шири и путем ваздуха. У фебруару 1943.године, док је Вулф експериментисао са вирусом, његова ћерка Ева се саплела и расекла прст на епрувету која је садржала вирус, и тако се заразила. Ритер Вулф, узбуђен, по сваку цену је покушавао да пронађе лек за вирус.

##### Пад III Рајха
Након пада Трећег рајха 1945. године, Ритер Вулф је лажирао своју смрт у бомбардовању и побегао у Шпанију са Евом; конкретније, побегао је у зграду која ће касније бити претворена у сиротиште „Црна Лагуна“, заједно са преосталих седам нациста (сви су се крили иза нових идентитета). Сантјаго Пасос (шп. Santiago Pazos) је тражио од једног нацистичког функционера који је био у Нурембергу, да спасе од спаљивања документа везана за пројекат „Близанци“ и да их пошаље у Шпанију (јер је желео да настави са експериментима у сиротишту „Црна Лагуна“ (шп. El Orfanato "Laguna Negra").) Он их је послао преко свог сина Хелмута, који је на пут кренуо 1. маја 1945. Када је Халмут стигао у сиротиште, усвојио га је Хоакин Фернандес (шп. Joaquín Fernández), јер су његовог оца стрељали Руси, и тада Халмут добија ново име: Камило Белмонте (шп. Camilo Belmonte). Када је одрастао, примљен је међу чланове пројекта „Близанци“. Ритер Вулф тада још увек није пронашао лек за вирус, и изгубио је сваку наду да ће успети, пре него што његова ћерка умре. Стога ју је заледио у стаклу, да би је, када би коначно пронашао лек, одледио и излечио.

##### Пројекат "Близанци" у Шпанији
Коначно устоличени у Шпанији, нацисти отварају сиротиште „Црна Лагуна“, које је добродошло јер су ту могли да експериментишу и врше операције над сирочићима који су ту били смештени, јер како нису имали родитеље, нико није могао то да примети, нити да се жали. Ова клиничка тестирања вршена су у подземним пролазима, тј.комплексу тунела који су се гранали испод зграде сиротишта. Такође су основали „Отокс“ (шп. Ottox), фармацеутску фирму која је служила у сврху прикривања њихових експеримената. Осим тога, да би обезбедили новац неопходан за пројекте, покрали су јеврејска уметничка дела.

##### Пандемија и неуспех
Након што је створио вирус који се преноси путем ваздуха, Ритер Вулф је желео да га прошири на светском нивоу, изазивајући тако ужасну пандемију не би ли успео да, заједно са својим сарадницима, заради новац продајући противотров/антивирус. Међутим, поменути процес су прекинули Саулови људи. С друге стране, Вулф је покушао да оживи Еву лечећи је помоћу машине са светлосним зрачењем, претходно је успешно испробавши на Ектору де ла Веги, који је био заражен вирусом. Ипак, дух већ преминуле Еве, обавестио је Хулију да жели да буде ослобођен од криогенизације, тако што покушава да заледи њу. 
Коначно, Иван и Хулија успевају да стигну до места где се налазе како Ева, тако и светлосна машина. Тада Иван ослобађа Еву, због чега Вулф одлучује да употреби светлосну машину не би ли је оживео, али тада Камило лансира гранату и лабораторије Отокса бивају уништене, а Вулф, оснивач пројекта, гине. Верује се да је тиме дошао крај пројекту „Близанци“.

##### Обнова пројекта
После смрти Ритера Вулфа, Уго и нацистички пуковник Карл Флајшер преузели су ствар у своје руке и након што је вирус проциркулисао интернатом, Флајшерови војници су окружили место. Нове намере Отокса састојале су се у томе да поврате бочице вируса које су се налазиле у подземним пролазима, да би их продавали на светском нивоу као биолошко оружје.

#### Основне информације
Оснивач: Ритер Вулф
Датум оснивања: фебруар 1943.

##### Лидери
| Ритер Вулф       | ( ) |
| Мартин фон Клаус | ( ) |
| Карл Флајшер     | ( ) |
| Теодора Ројбер   | ( ) |
| Ханс Вајгел      | ( ) |
| Ото Улрих        | ( ) |
| Лудвинг Хенингер | ( ) |
| Адолф Меркел     | ( ) |

##### Картели
Концентрациони логор Белзец
Сиротиште "Црна Лагуна"
Интернат "Црна Лагуна"

##### Циљеви
Елиминисати инфериорне расе.

##### Мото
Само слабији треба да умру. (шп. Solo los débiles deben morir.)

## Епизоде
Серија се састоји од 71 епизоде и 7 сезона.